# Caimito
Caimito là một đô thị và thành phố ở tỉnh La Habana của Cuba.
Năm thành lập là 1910.

## Thông tin nhân khẩu
Năm 2004, đô thị Caimito có dân số 36.813 người. Diện tích là 238 km² (91,9 mi²), với mật độ dân số là 154,7người/km² (400,7người/sq mi).
Đô thị này được chia thành các phường (barrio) Caimito, Guayabal, Perfecto Lacoste và Quintana.